# NDR 2

Altes Logo bis 2000

NDR 2 ist die Popwelle des Norddeutschen Rundfunks. Es ist das einzige Hörfunkprogramm des NDR, das Werbung ausstrahlt. Wellenchef ist Torsten Engel.

## Geschichte
NDR 2 startete am 1. Januar 1956 und ging aus dem Hörfunksender NWDR Nord hervor, der am 30. April 1950 seinen Sendebetrieb aufgenommen hatte. Am 2. Januar 1981 strahlte NDR 2 den ersten Werbeblock aus. Zuvor war dem NDR das Senden von Hörfunkwerbung untersagt.

### Nachtprogramm
In den Nachtstunden übernahm NDR 2 bis zum Jahr 1990 ein ARD-Gemeinschaftsprogramm. Zunächst war dies der ARD-Nachtexpress, ab Mitte der 1980er Jahre der ARD-Nachtrock und seit 1990 die ARD-Popnacht. Da Nachtrock und Popnacht zu dieser Zeit noch nicht die ganze Nachtlücke schlossen, übernahm NDR 2 zeitweise auch das Programm von SWF3 (mit den Sendungen Lollipop und Popfit) aus Baden-Baden. 
Zum 1. Januar 1991 stieg NDR 2 aus dem ARD-Nachtprogramm aus und gestaltete fortan ein eigenes 24-Stunden-Programm mit der Sendung NDR-2-Nacht während der Nachtstunden. Zwischen 2011 und 2018 wurde die NDR-2-Nacht auch auf WDR 2 gesendet. Seit dem 17. Januar 2018 übernimmt NDR 2 im Zuge einer Umstrukturierung der Nachtprogramme wieder die ARD-Popnacht, nunmehr täglich vom Südwestrundfunk, produziert von SWR3. 
Seit 2. Januar 2025 übernimmt NDR 2 zusätzlich zur Popnacht auch das ARD-weite Abendprogramm. Täglich ab 21 Uhr läuft "Pop. Die Abendshow", die auch von SWR3 produziert wird. Neu ist zudem, dass sowohl abends als auch nachts die Jingles von NDR 2 laufen, obwohl die Sendung gleichzeitig auch bei anderen Sendern läuft.

### Sendungen im Tagesprogramm
NDR 2 hat als Unterhaltungs- und Servicewelle mit seinen Sendungen stets versucht, ein breites Publikum anzusprechen. Bis Anfang der 1990er Jahre waren – neben internationaler Popmusik – auch deutsche Schlager im Tagesprogramm zu hören. Grundpfeiler der Information neben den stündlichen Nachrichten mit dem sich anschließenden NDR-Verkehrsstudio waren die Kurier-Sendungen am Morgen (Frühkurier), am Mittag (Mittagskurier) sowie am Abend (Abendkurier), die durch einen hohen Wortanteil geprägt waren. Als Unterhaltungssendungen unter der Woche waren NDR2 am Vormittag, der Radioboulevard am frühen Nachmittag, sowie Espresso am späten Nachmittag zu hören. Mittags lief zudem die Plattenkiste. Das Abendprogramm richtete sich an ein jüngeres Publikum; hier wurde auch Rockmusik gespielt, die es im Tagesprogramm so nicht zu hören gab. Zu nennen sind hier die Sendungen Der Club und Club Extra. Das Ende des wöchentlichen Tagesprogramms bildete die Sendung „Traumhaft“ mit leichter Popmusik. An Wochenenden lief an Samstagen nachmittags die Spielzeit, danach Sport aktuell – Berichte von der Fußball-Bundesliga, wo auch die ARD-Konferenz ausgestrahlt wurde. Sendungen am Samstagabend waren die Internationale Hitparade (später: Club Hitparade) sowie Traumhaft – Oldies zum Tanzen. Im Sommer gab es auch Live-Übertragungen der Saturday Night Disco. Zwischen Hamburg und Haiti war am Sonntag vormittags auf NDR 2 zu hören, mittags liefen dann Oldies nach Wunsch, in den 1980er Jahren nachmittags dann auch die Schlagerparade oder die Klopfer des Nordens, eine Chartshow. Mitte der 1990er Jahre wurde der Nachmittag umstrukturiert; zwischen 13 und 14 Uhr lief die tägliche Comedyshow Kwatsch mit Uwe Bahn, Ulf Ansorge und Carlo von Tiedemann. Die Sendung Traumhaft wurde in Club nach zehn umbenannt. Sonntags wurde abends die World-Chart-Show ausgestrahlt. 
1997 wurden so gut wie alle Formate vereinheitlicht und es gab fortan keine Spezialsendungen, Comedyshows oder Hitparaden mehr, sondern rund um die Uhr einen Mix aus internationaler und nationaler Popmusik. Ab 1998 bedienten die Moderatoren die Sendestrecken wochenweise – zuvor waren täglich unterschiedliche Moderatoren im Studio gewesen, außer in der Morgensendung. 2001 erfolgte die letzte große Programmreform. Neue Moderatoren präsentierten das Tagesprogramm, außerdem wurden die Magazinsendungen „Mittagskurier“ und „Abendkurier“ von 60-Minuten-Magazinsendungen zu einer verlängerten Nachrichtensendung von 12 min. Länge umgewandelt. Seit dieser Umstellung hat sich die Programmstruktur kaum verändert. Seit 2025 übernimmt NDR 2 eine gemeinsame ARD-weite Abendsendung.

## Moderatoren
Im Gegensatz zu den Anfangszeiten von NDR 2 setzt man heutzutage fast ausschließlich auf Moderatoren, die zuvor bei kommerziellen Sendern (z. B. R.SH, Radio Hamburg, radio ffn und Antenne Bayern) moderiert haben. Die meisten Moderatoren bleiben maximal zehn Jahre im Programm von NDR 2 zu hören, da sie als freie Mitarbeiter im NDR arbeiten und diese nur maximal 15 Jahre im NDR beschäftigt werden.

### Gegenwärtig
- Elke Wiswedel und Jens Mahrhold moderieren Der NDR 2 Morgen mit Elke und Jens (Mo–Fr 5–10 Uhr).
- Holger Ponik moderiert NDR 2 Vormittag mit Holger (Mo–Fr 10–14 Uhr).
- Jessica Müller und Jens Hardeland moderieren Der NDR 2 Nachmittag mit Jessica und Hardeland (Mo–Fr 14–18 Uhr).
- Dirk Böge, Jonas Frank, Kathrin Hammer, Henrik Hanses, Tina Padberg, Nikolai Russ, Christopher Scheffelmeier, Maren Sieber und Sascha Sommer moderieren im Wechsel den NDR 2 Soundcheck Neue Musik (Mo–Mi und Fr 18–21 Uhr)[6] und am Wochenende.
- Peter Urban moderiert die Peter-Urban-Show (jahrzehntelang donnerstags abends ab 21 Uhr, seit 2025 immer mittwochs 18 bis 21 Uhr).
- Martin Roschitz, Christian Haacke und  Moritz Cassalette moderieren im Wechsel die NDR-2-Bundesligashow (Sa 15–18 Uhr) und den NDR-2-Sonntag (unterschiedliche Sendezeiten am Sonntagnachmittag).
- Kathrin Schlass, Julia Meier und André Schünke sind die Hauptsprecher der O-Ton-Nachrichten (Mo–Fr zur vollen Stunde zwischen 6 und 18 Uhr, sowie Mo–Fr um 05:30, 06:30, 07:30, 08:30) und des NDR-2-Updates (täglich um 12 Uhr, Mo–Fr auch um 17 Uhr); von 19 bis 5 Uhr sowie ganztags an Wochenenden werden die Zentralnachrichten des NDR-Hörfunks gesendet.

### Ehemalige
- Lutz Ackermann
- Jan Malte Andresen
- Uwe Bahn
- Gabi Bauer
- Hinnerk Baumgarten
- Sabine Christiansen
- Wilken F. Dincklage (†)
- Günter Fink (†)
- Stefan Frech
- Anke Genius
- Wolfgang Hahn
- Ulli Harraß
- Eva Herman
- Monika Jetter
- Reinhold Kujawa  (†)
- Stefan Kuna
- Ilka Petersen
- Ilse Rehbein (†)
- Ruth Rockenschaub
- Brigitte Rohkohl
- Wolf-Dieter Stubel (†)
- Gert Timmermann (†)
- Carlo von Tiedemann (†)

## Heutige Programmgestaltung

### Programmschema
NDR 2 sendet 24 Stunden täglich. Das Tagesprogramm ist aufgeteilt in Morgen, Vormittag, Nachmittag und Abend. Das Programmschema enthält Musikspezialsendungen von 18:00 bis 21:00 Uhr. Anschließend werden Pop – Die Abendshow und die ARD-Popnacht von SWR3 übernommen. Täglich um 12:00 Uhr sowie montags bis freitags auch um 17:00 Uhr laufen etwa acht Minuten lange Nachrichtensendungen (Updates). Am Wochenende hebt sich noch die Bundesligashow (samstags 15:00 bis 18:00 Uhr) mit Christian Haacke, Martin Roschitz oder Moritz Cassalette vom sonstigen Programm ab. NDR 2 wird täglich rund um die Uhr live moderiert. Seit der Übernahme der ARD-Popnacht vom SWR wird auch der NDR2 Morgen komplett live moderiert, vorher wurden einige Teile zwischen 05:00 und 05:30 vorproduziert.

### Musik
NDR 2 spielt neben aktuellen Poptiteln auch die Hits der letzten 30 Jahre. In abendlichen Soundcheck-Musiksendungen widmet man sich folgenden Themen: Live-Mitschnitte, Musikszene Deutschland, neu erschienene Musik, Party- und Easy Sounds.
Von Anfang Juni 2010 bis Anfang September 2021 setzte NDR 2 über den RDS-Dienst noch auf die Funktion des dynamischen RDS-PS und übermittelte so den gespielten Song sowie den dazugehörigen Interpreten.
Die Funktion wurde nach eigener Aussage eingestellt, da es häufig zu Fehlanzeigen geführt hat.

### Comedy
Eine bekannte Serie aus den 1990er Jahren ist Neues aus Stenkelfeld. Autoren waren Detlev Gröning und Harald Wehmeier. Von 2002 bis 2005 lief die Gerdshow von Elmar Brandt auf NDR 2. Danach wurde die Comedy Machtschwester Angela von Anne Onken gesendet. Von 2003 bis 2009 lief Münte aktuell von Harald Wehmeier. Von 2008 bis 2013 wurde Frühstück bei Stefanie aus der Feder von Wehmeier und Andreas Altenburg ausgestrahlt. Die Sendung wurde eingestellt, da Wehmeier den NDR als festangestellter Redakteur verließ. Als Nachfolge wurde seit dem 6. September 2013 freitags bis 1. August 2014 Udo Martens – so seh’ ich es ausgestrahlt. Vom 8. September 2014 bis zum 3. Juni 2022 wurde die Radio-Comedy Wir sind die Freeses gesendet, als dessen Zeichentrick-Spin-off lief seit Sommer 2015 einmal wöchentlich Freese 1 an alle. Seit Semptember 2023 strahlt NDR 2 Die Kur-Oase aus. Verantwortlicher Autor aller Comedys seit Frühstück bei Stefanie war jedes Mal Andreas Altenburg.

## Empfang
Das Sendegebiet umfasst Niedersachsen, Hamburg, Schleswig-Holstein und Mecklenburg-Vorpommern. Im Sendegebiet und in den angrenzenden Gebieten kann man den Sender über UKW und das Kabelnetz empfangen. Zum 1. Juni 2011 stellte der NDR die Verbreitung über DAB ein, da der Sender seit 22. November 2011 via DAB+ empfangbar ist.
Ebenso ist NDR 2 europaweit über Astra (DVB-S) zu hören. Zudem kann man NDR 2 auch noch weltweit online über einen Live-Stream (Webradio) hören.

## NDR 2 Plus

Logo des DAB-Ablegers

Eine etwas abgeänderte Version von NDR 2 war von Mai 2008 bis Ende August 2010 unter der Bezeichnung NDR 2 Plus im digitalen Radio DAB zu empfangen. Im Gegensatz zum normalen Programm übertrug NDR 2 Plus als einziger NDR-Sender die ARD-Popnacht. Ab September 2010 strahlte der NDR zunächst wieder sein Hauptprogramm NDR 2 im Digitalradio aus, beendete die Ausstrahlung dann aber zum 1. Juni 2011 komplett.

## Sonstiges
Station-Voice von NDR 2 war von 2001 bis zum 30. Juni 2013 Marc Bator, der bis Ende April 2013 auch regelmäßig die Nachrichten der Tagesschau verlas. Nachfolger von Marc Bator ist Markus Kästle. Seit dem 28. September 2020 ist Katinka Jaekel die neue weibliche Stationvoice an der Seite von Markus Kästle.